# Gewone knotswesp
De gewone knotswesp (Monosapyga clavicornis) is een vliesvleugelig insect uit de familie van de knotswespen (Sapygidae). De wetenschappelijke naam van de soort werd als Apis clavicornis in 1758 gepubliceerd door Carl Linnaeus.